# ヴァルダナ朝

ヴァルダナ朝

ヴァルダナ朝の版図

ヴァルダナ朝（Vardhana）またはプシュヤブーティ朝（Pusyabhuti）は、7世紀前半、ハルシャ・ヴァルダナが創始した古代北インド最後の統一王朝。
首都は当初は現在のテインザー（Thanesar、古代名はSthanvishvara、ハリヤーナー州）に置かれていたが、最終的にはガンジス川の上流のカーニャクブジャ（Kanyakubja、現在のカナウジ（Kanauj）、ウッタル・プラデーシュ州）に置かれた。

## 概要

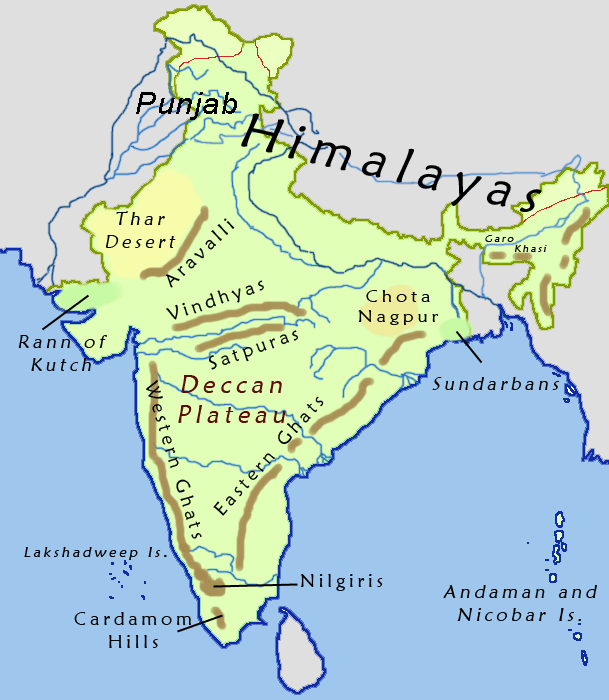
インドの丘陵と高原——北インドと南インドを分けるヴィンディヤ山脈

### 前史
4世紀前半に起こって同世紀末から5世紀前葉にかけて全盛期をむかえたグプタ朝であったが、5世紀中葉以降「白いフン族」と呼ばれた遊牧民エフタル（インド・エフタル）の勢力の度重なる侵略を受けた。グプタ朝第5代の王スカンダグプタ（位455年 - 467年）は、この侵入軍を一度は撃退したが、その後も侵略は波状的に継続した。6世紀に入ると「白いフン族」の部隊長ミヒラクラの暴虐が知られるようになった。ミヒラクラは権勢を振るった6世紀前半、大規模な仏教弾圧を行った。6世紀中ごろ、疲弊したグプタ朝が滅亡すると、北インドは分裂状態に陥った。

### 建国
グプタ文化の秩序を回復したのは、勇敢な武将であったハルシャ・ヴァルダナ（戒日王）であった。ハルシャは、606年頃に即位し、マウカリ朝等を併合して混乱のうちにあった北インドの大部分を統一し、ヴィンディヤ山脈 Vindhyas の北側一帯を支配した。
文武両面に秀でた名君のひとりであったハルシャ王は仏教に帰依し、また、ヒンドゥー教など諸宗教を保護した。ハルシャ治世期は、国内は平和で栄え、インド文芸史においても重要な時期にあたっている。グプタ朝の時代に勃興したヒンドゥー国家主義の思想は、むしろハルシャ王によって回復された秩序だった平和のなかにおいてこそ充実していったのであった。
唐の玄奘は、貞観3年（629年）から貞観19年（645年）にかけてヴァルダナ朝を訪れ、『大唐西域記』において、ハルシャ王の政治の有徳さや国家の政教和平、首都カナウジの繁栄ぶり、また、当時のインドの人びとの正直で誇り高い姿を絶賛している。
中国の唐王朝との間には外交使節の交換もあった。ハルシャ王の派遣した修好使節は、641年に唐の太宗 （李世民）の朝廷を訪問し、2年後には唐からの答礼使、王玄策がハルシャ王のもとに到着した。

### 分裂期
647年頃、ハルシャ王が後継者を残さずに没すると、アラナシュ（阿羅那順）が王位を簒奪した。この混乱で唐の使節王玄策がアラナシュに捕らえられると、吐蕃のソンツェン・ガンポとリッチャヴィ王朝（泥婆羅）のナレーンドラ・デーヴァが、チベット兵・ネパール兵合わせて8,000人の兵でインドに侵攻し、王玄策を救出した。
アラナシュが捕虜として唐に連行されると、王国は再び急速に分裂していった。新たな分裂の時代は「しのぎをけずりあう諸王朝と、混じり合う諸民族をはっきりとは区別できない」時代というべき様相を呈した。インド亜大陸は、北端のカシミール地方の勢力、東部のベンガル地方のパーラ朝、中南部デカン高原のラーシュトラクータ朝、そして、侵略諸勢力が北西部の山道よりインドに殺到し、ヒンドスタン平原は再び群雄割拠の状態に陥り、西方はラージプート族による諸王朝が建てられた。この時期を「ラージプート時代」と称している。